# Antarctopelta
Antarctopelta ist eine kaum bekannte Gattung der Vogelbeckensaurier (Ornithischia) aus der Gruppe der Ankylosauria. Die bislang einzige beschriebene Art und damit Typusart, Antarctopelta oliveroi, lebte in der Oberkreide im Gebiet der heutigen Antarktis.

## Merkmale
Mit geschätzten vier Metern Länge war Antarctopelta ein eher kleiner Ankylosaurier. Wie die übrigen Vertreter dieser Gruppe war er ein stämmig gebautes Tier mit kurzen, kräftigen Gliedmaßen. Sein Rumpf war mit einer Panzerung aus Knochenplatten (Osteodermen) bedeckt. Insgesamt wurden sechs unterschiedliche Arten von Platten gefunden, meist jedoch nicht mit dem Skelett verbunden, sodass ihre genaue Anordnung unklar bleibt. Flache, langgestreckte Platten haben vermutlich den Nacken bedeckt; große, runde Platten, vermutlich mit kleinen Höckern bedeckt, waren vielleicht in der Beckenregion angebracht. Auch ovale, gekielte Osteodermen wurden gefunden, diese verliefen vermutlich entlang der Flanken des Tieres und boten so zusätzlichen Schutz. Möglicherweise waren wie bei einigen anderen Ankylosauriern auch knöcherne Stacheln vorhanden. Im Bereich des Schwanzes wurden die Überreste von verknöcherten Sehnen gefunden, die den Schwanz versteiften und auf eine knöcherne Schwanzkeule hindeuten können. Eine solche wurde aber bislang nicht entdeckt.
Der Schädel ist schlecht erhalten, die Funde weisen jedoch darauf hin, dass auch dieser gepanzert war. Hinter jedem Auge war ein knöchernes Horn vorhanden. Die Zähne von Antarctopelta waren wie bei allen Ankylosauriern blattförmig, jedoch größer als die anderer Arten. Er ernährte sich von Pflanzen.
Das Klima der Antarktis war in der Kreidezeit wärmer als heute, der Kontinent war eisfrei und Lebensraum dieses Dinosauriers waren vermutlich Nadel- oder Laubwälder.

## Entdeckung und Benennung

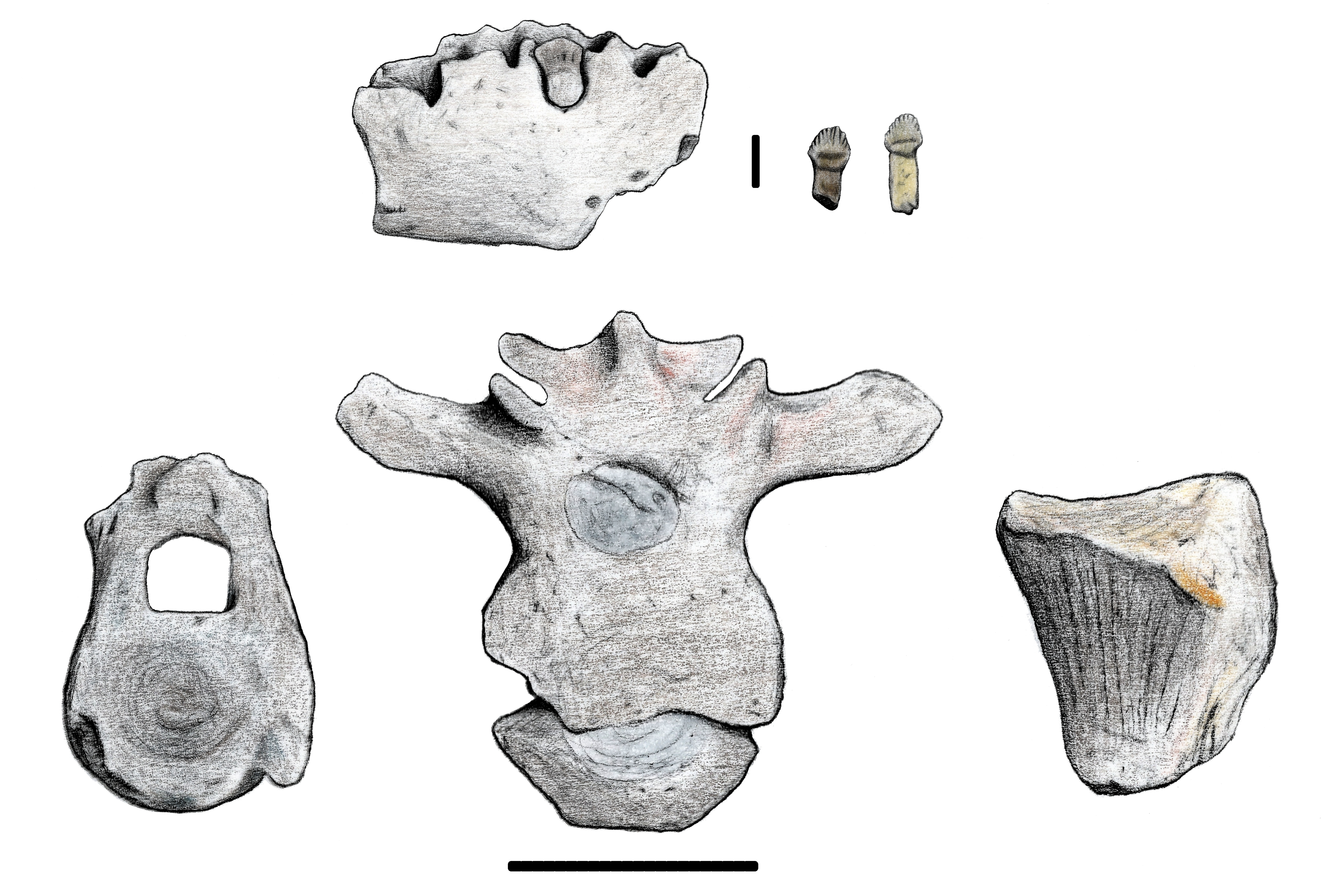
Teile des Holotyps von Antarctopelta oliveroi (nicht maßstäblich): Ein Unterkieferbruchstück (oben links), „Backenzähne“ (oben rechts), Halswirbel (unten links und Mitte) sowie ein Mittelfußknochen (unten rechts).

Die ersten fossilen Überreste des Holotyps von Antarctopelta oliveroi wurden 1986 auf der James-Ross-Insel vor der Küste der Antarktischen Halbinsel entdeckt. Die Bergung des Fossils erfolgte aufgrund der Witterung und des gefrorenen Bodens verteilt auf mehrere Grabungen zwischen den Jahren 1991 und 2001. Auch waren Teile des Skeletts – insbesondere nahe an der Erdoberfläche – infolge von Frostverwitterung schlecht erhalten. Antarctopelta ist der erste in der Antarktis gefundene Dinosaurier (Cryolophosaurus wurde allerdings früher erstbeschrieben und gilt deswegen als erster Dinosaurier, der in der Antarktis gefunden und beschrieben wurde). Die Überreste von Antarctopelta stammen aus flachmarinen Sedimenten der Santa-Marta-Formation, in die sie zusammen mit Fossilien von Ammoniten, Muscheln und Meeresschnecken sowie einem einzelnen Haizahn eingebettet waren. Antarctopelta lebte jedoch wie alle Ankylosauria auf dem Land, vermutlich gelangte das freigelegte Exemplar also erst nach seinem Tod ins Meer.
Teile der Funde waren zwar bereits in den Jahren 1987 und 1991 in der Fachliteratur kurz beschrieben worden, allerdings erhielt der Dinosaurier erst im Jahr 2006, rund fünf Jahre nach der letzten Grabung, seinen Namen durch die argentinischen Paläontologen Leonardo Salgado und Zulma Gasparini. Der Name Antarctopelta leitet sich vom Fundort und dem griechischen πελτα/pelta (=„Schild“) – einem häufigen Namensbestandteil von Ankylosauriern – ab. Das Artepitheton der Typusart Antarctopelta oliveroi ehrt den ursprünglichen Entdecker Eduardo Olivero. Die Funde werden mittels der in der gleichen Schicht gefundenen Ammoniten in die späte Kreidezeit (oberes Campanium) datiert, was einem Alter von ca. 76 bis 72 Millionen Jahren entspricht.

## Systematik
Die genaue systematische Stellung von Antarctopelta innerhalb der Ankylosauria ist unklar. Die Erstbeschreiber konnten ihn keiner der beiden Familien zweifelsfrei zuweisen und stuften ihn als „Ankylosauria incertae sedis“ ein. Zwar wurde er nachfolgend zu den Nodosauriden gestellt, aber diese Zuordnung gilt als nicht gesichert.